# Filip Brkić
Filip Brkić (Zagreb, 11. rujna 1979.) hrvatski je sportski novinar, televizijski voditelj i komentator.
Obrazovanje je stekao na zagrebačkoj visokoj školi „Dag Hammarskjold”, gdje je diplomirao međunarodne odnose i diplomaciju. Svoju novinarsku karijeru započeo je na Radio Ciboni, nakon čega je radio za Sportske novosti, CCN i Novu TV.
Od 2004. godine dio je RTL-ove redakcije, gdje radi kao sportski reporter, voditelj i urednik informativnog programa. Posebno se istaknuo kao komentator rukometnih natjecanja, započevši s pripremnim turnirima za Svjetsko prvenstvo u rukometu – Hrvatska 2009. Osim rukometa, komentira i nogometne utakmice engleske Premier lige na Arena Sportu. Na RTL-u je poznat i kao voditelj emisija RTL Danas i RTL Liga. Posebno se istaknuo u suradnji s bivšim rukometnim reprezentativcem Nikšom Kalebom, s kojim od 2019. godine komentira europska rukometna prvenstva. Njihova profesionalna suradnja prerasla je u prijateljstvo koje se nastavlja i izvan sportskih terena.
Za svoj rad u televizijskom novinarstvu primio je 2005. godine nagradu Hrvatskog zbora sportskih novinara. 
U privatnom životu, nakon trogodišnje veze s košarkašicom Ivom Cigler, par se vjenčao 2016. godine. Godinu dana kasnije dobili su kćer Barbaru, a kasnije i sina Franca. 